# Státní symboly Maďarska

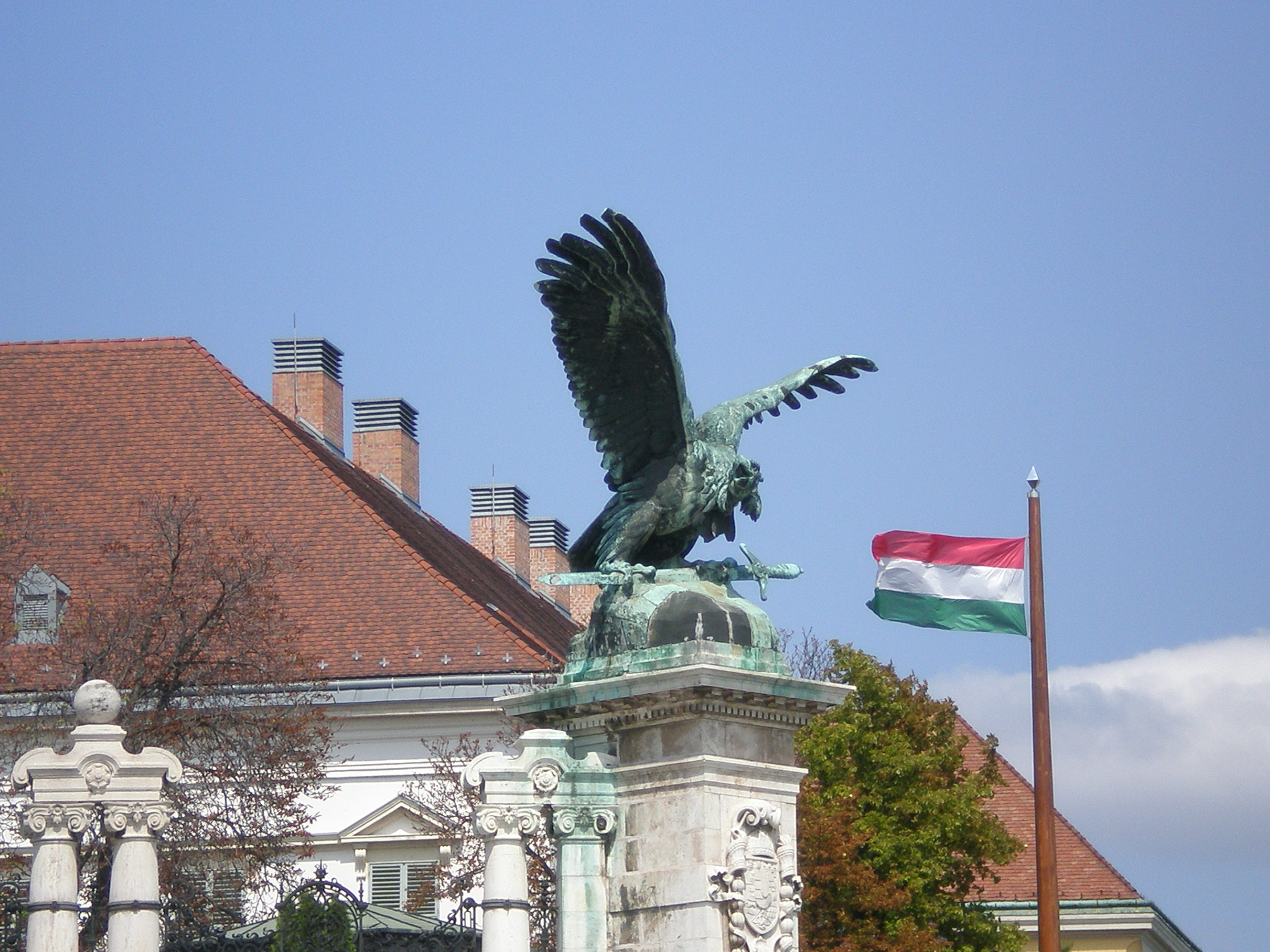
Turul a Maďarská vlajka

Státní symboly Maďarska byly stanoveny Ústavou Maďarské republiky, odstavcem číslo XIV. fejezet - A Magyar Köztársaság fővárosa és nemzeti jelképei. A potvrzeny Ústavou Maďarska platnou od 1. ledna 2012.

## Státní symboly
Oficiální státní symboly:

Státní znak
Státní vlajka
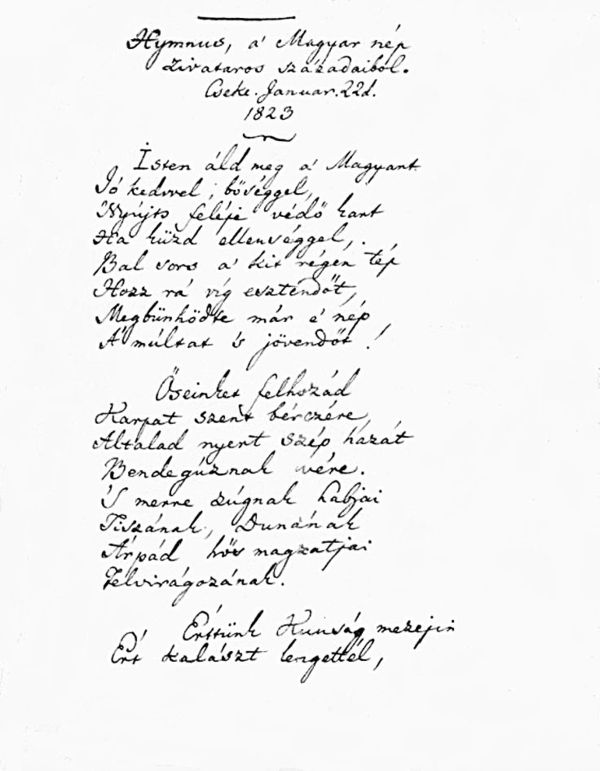
Státní hymna - Himnusz

- Státní znak
- Státní vlajka
- Státní hymna - Himnusz

## Další symboly
Další symboly jejichž užívání není omezeno zákonem. 
- Turul
- Szózat
- Nemzeti dal - Národní píseň
- Trikolóra - Piros-fehér-zöld
- Válečná vlajka[3]
- Kossuthův znak - Kossuth-címer
- Symboly Arpádovské dynastie
- Uherské korunovační klenoty a Svatoštěpánská koruna
- Maďarské historické standarty (Magyar történelmi zászlósor)[4]

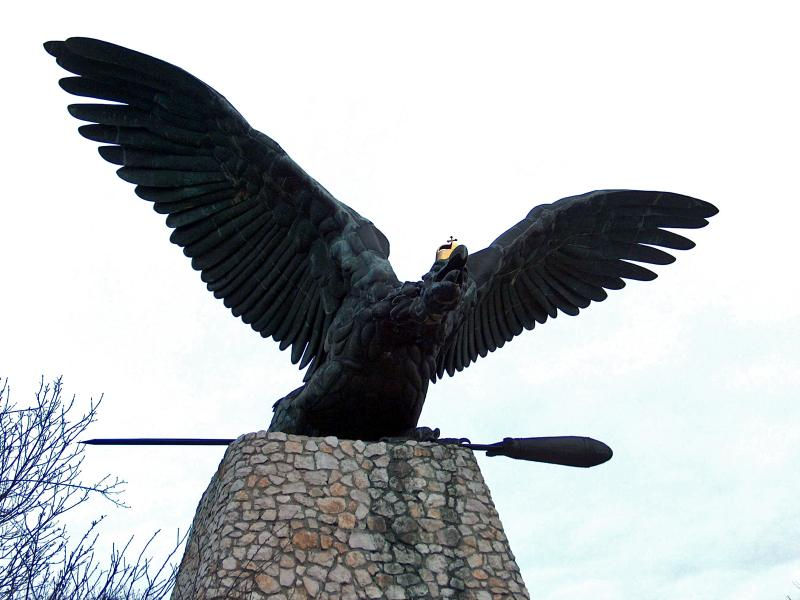
Turul
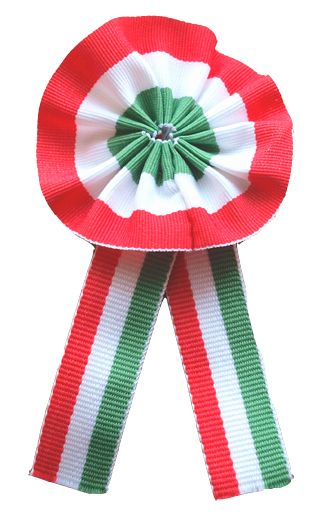
Trikolóra
Válečná vlajka
Kossuthův znak
Znak Arpádovské dynastie
Vlajka Arpádovské dynastie
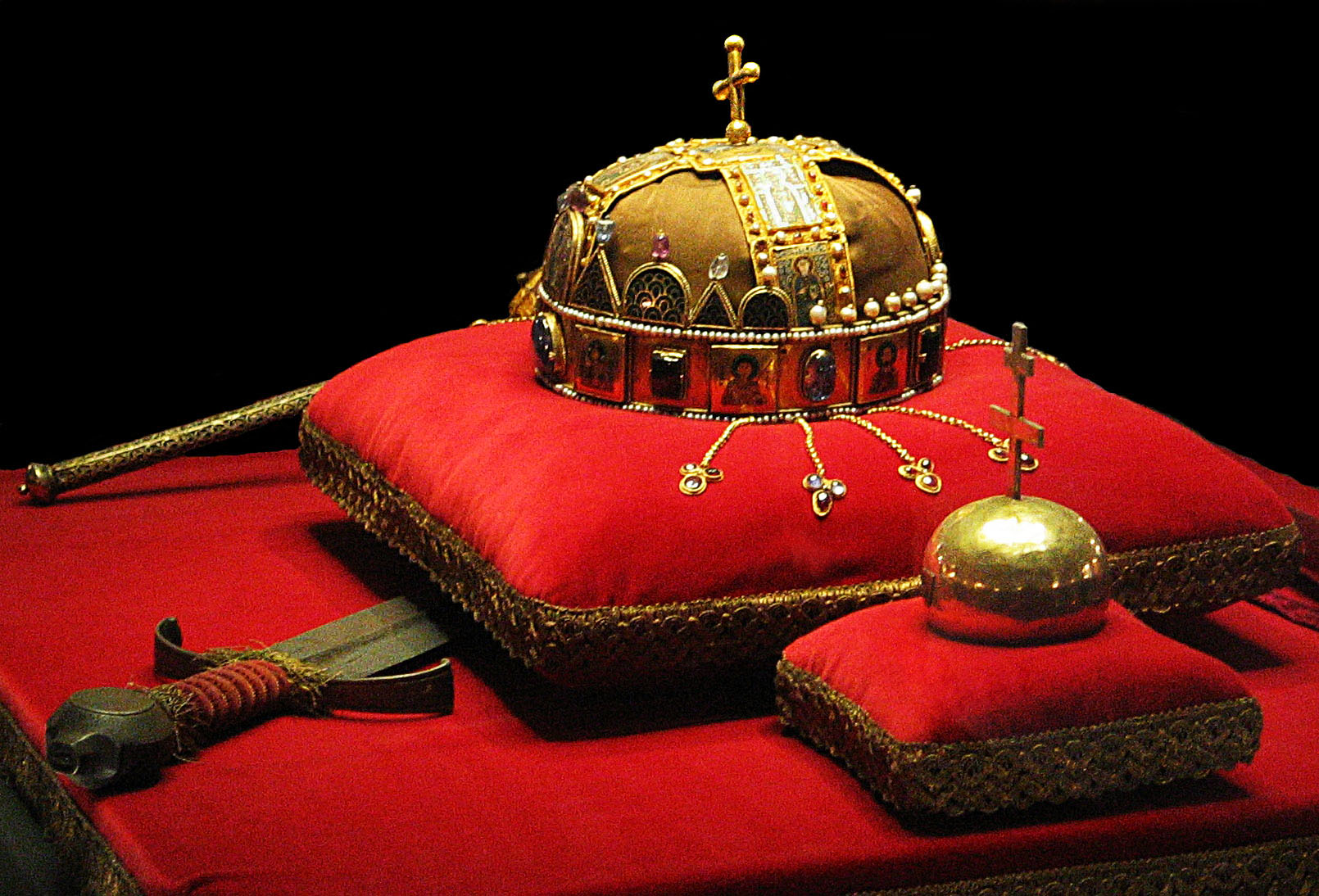
Svatoštěpánská koruna a Uherské korunovační klenoty

## Státní svátky
Za velice významné symboly se v Maďarsku rovněž považují státní svátky: 
- 1. leden - Nový rok
- 15. březen - Počátek Revoluce a boje za nezávislost v letech 1848 – 1849
- 24. březen - Velikonoce
- 1. květen - Svátek práce
- 12. květen - Letnice
- 20. srpen - Den sv. Štěpána I. zakladatele státu
- 23. říjen - Počátek Maďarského povstání a boje za svobodu v roce 1956, den vyhlášení Maďarské republiky v roce 1989
- 1. listopad - Všech svatých
- 25. prosinec - Vánoce
- 26. prosinec - Vánoce